# Brofjärden

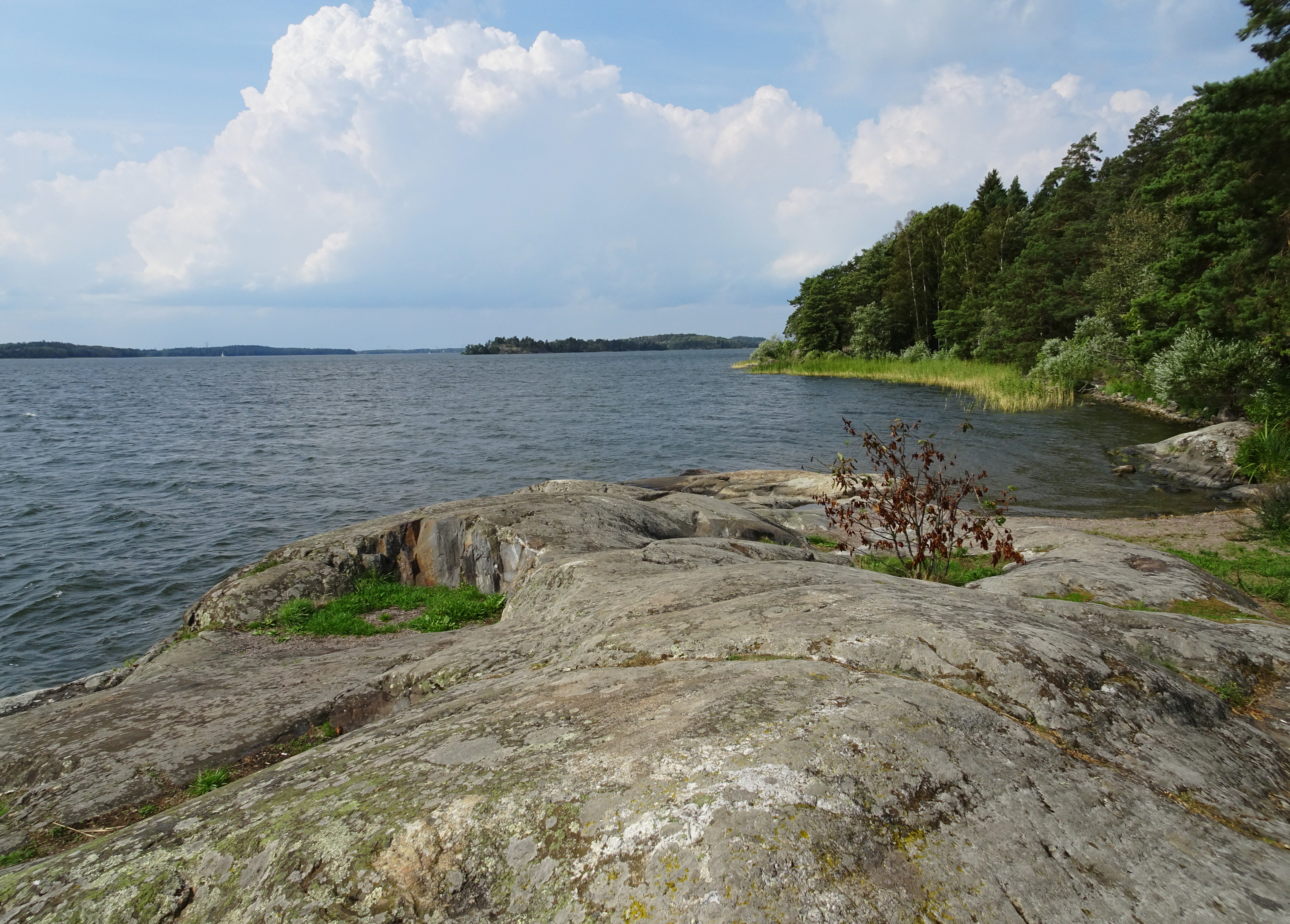
Brofjärden vid Frölunda naturreservat med ögruppen Broknapparna i bakgrunden.

Brofjärden är en fjärd i Östra Mälaren som ligger i Upplands-Bro kommun, Stockholms län. Runt Brofjärden ligger fyra av kommunens naturreservat.

## Beskrivning
Brofjärden ligger sydväst om tätorten Bro som gav fjärden sitt namn. Den sträcker sig från Tammsviks herrgård och Kvistabergs observatorium i norr till Frölunda naturreservat i sydost och begränsas i öster av fastlandet och i väster av Ådöhalvön. I söder vidta Färingsön och kommungränsen för Ekerö kommun. Här finns Dävensö som ligger mellan Brofjärden och Norra Björkfjärden. Djupet i Brofjärden variera mellan fyra och sexton meter. 
Diagonalt i Brofjärden ligger som ett pärlband öarna (från norr till söder) Högholmen, Östra Högholmen, Fläsklösa, Skoggarn, Lindholmen, de två Broknapparna och Rönnskär. De senare är sedan 1969 skyddade som Broknapparnas naturreservat. I vikarna öster om Brogård ligger Broängarnas naturreservat som är fågelskyddsområde och ingår i nätverket Natura 2000. Väster om Brogård fanns Brogårds tegelbruk, en av Mälardalens större tegelfabriker som producerade murtegel mellan 1850-talet och fram till 1966. Av anläggningen existerar fortfarande talrika byggnader som hör därmed till de få bevarade av sin typ i Stockholms län. Det fjärde naturreservat vid Brofjärden är Ådö-Lagnö naturreservat som ligger längst i söder på Ådöhalvön.

## Bilder

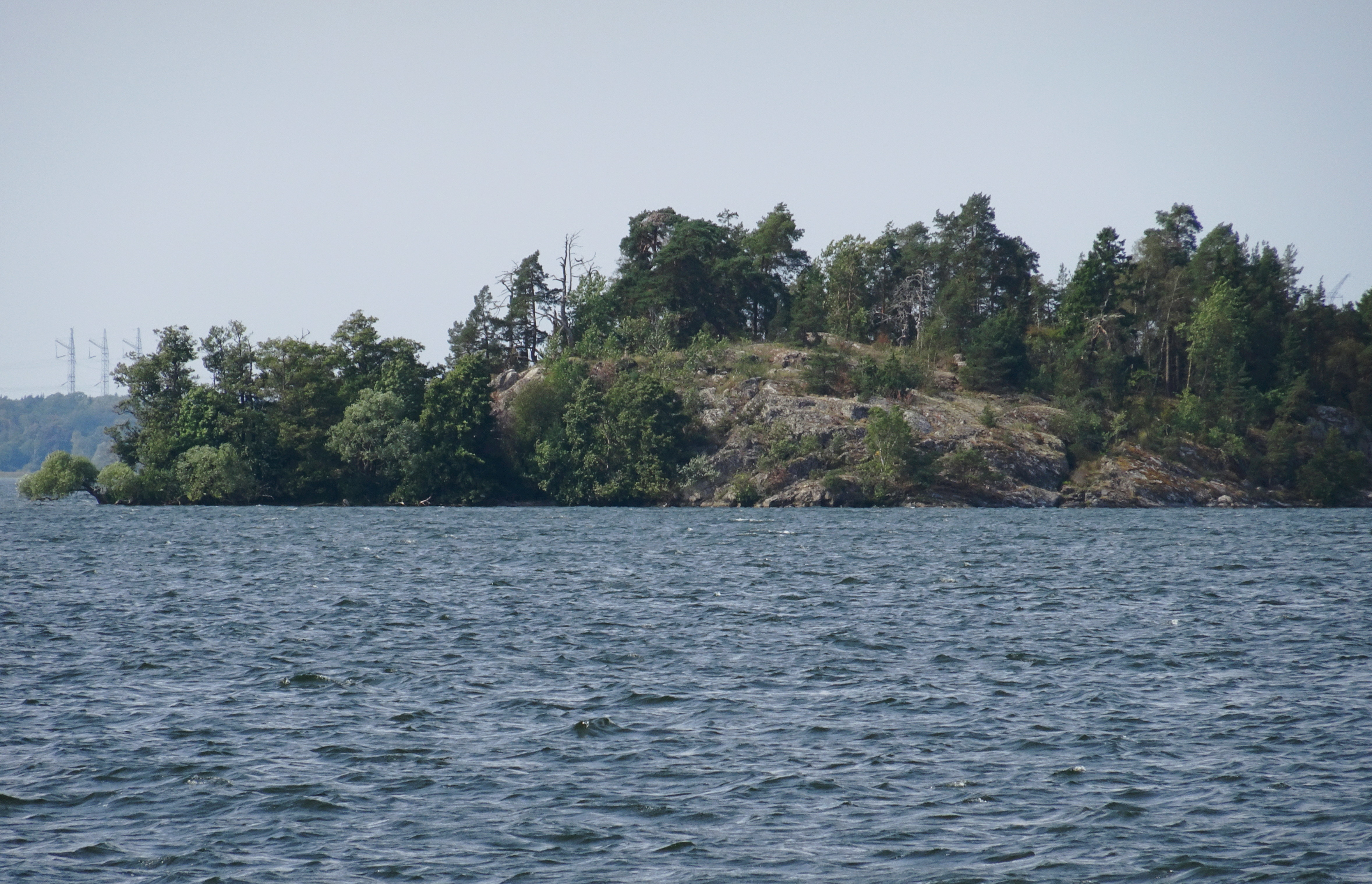
En av Broknapparna sedd från Frölunda naturreservat.
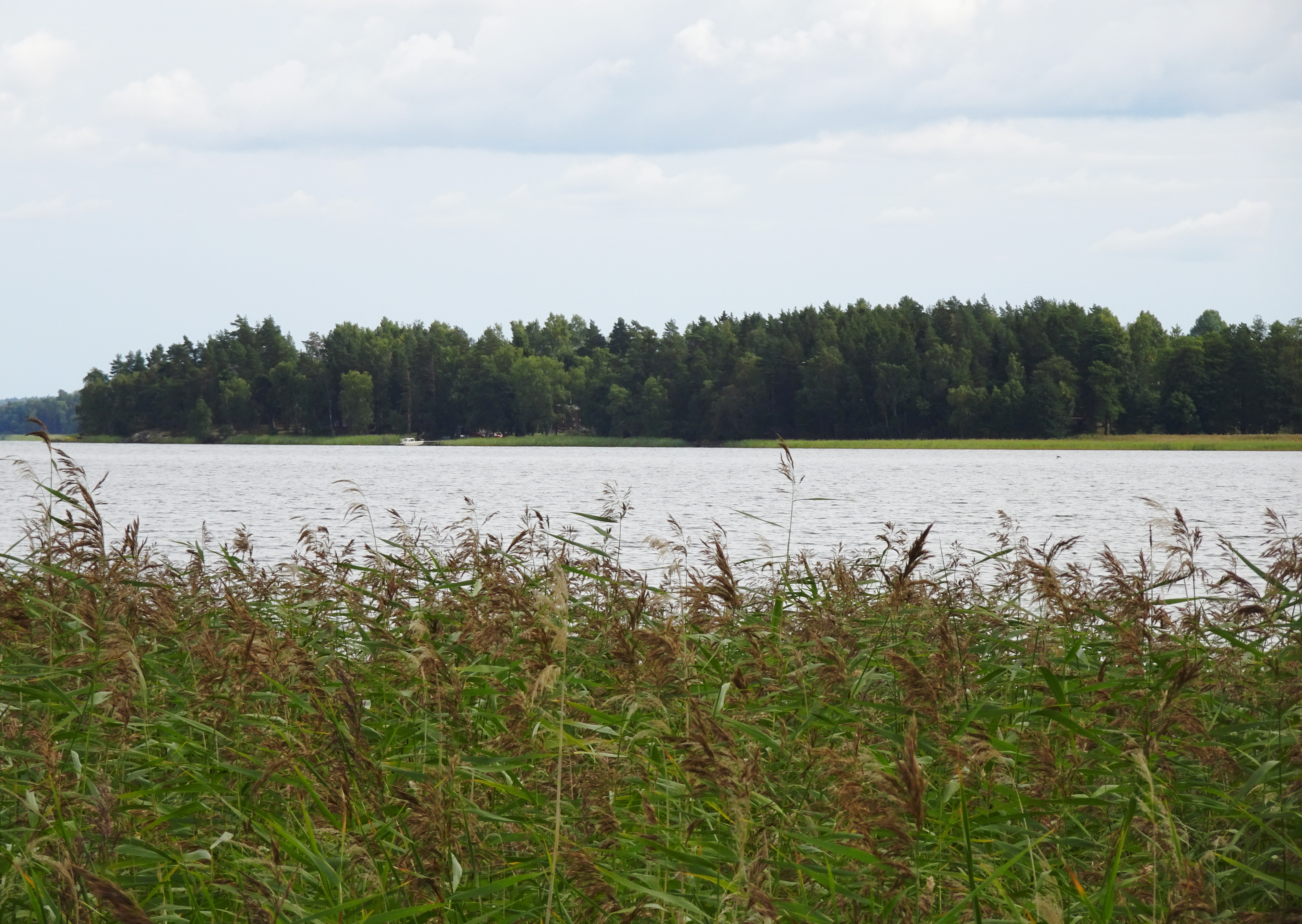
Dävensö sedd från Ådö-Lagnö naturreservat.
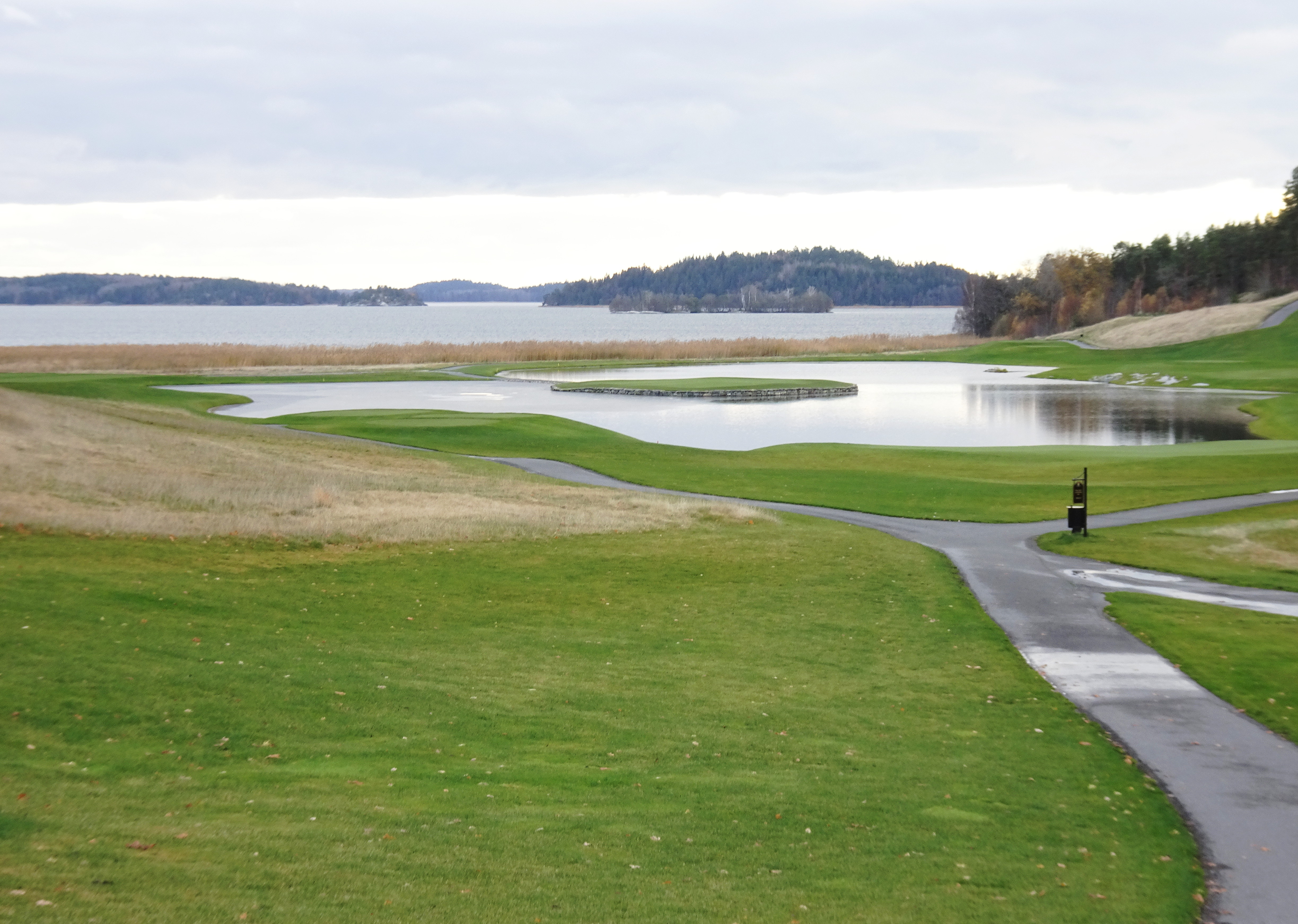
Brofjärden sedd från Bro Hof Slott Golf Club.
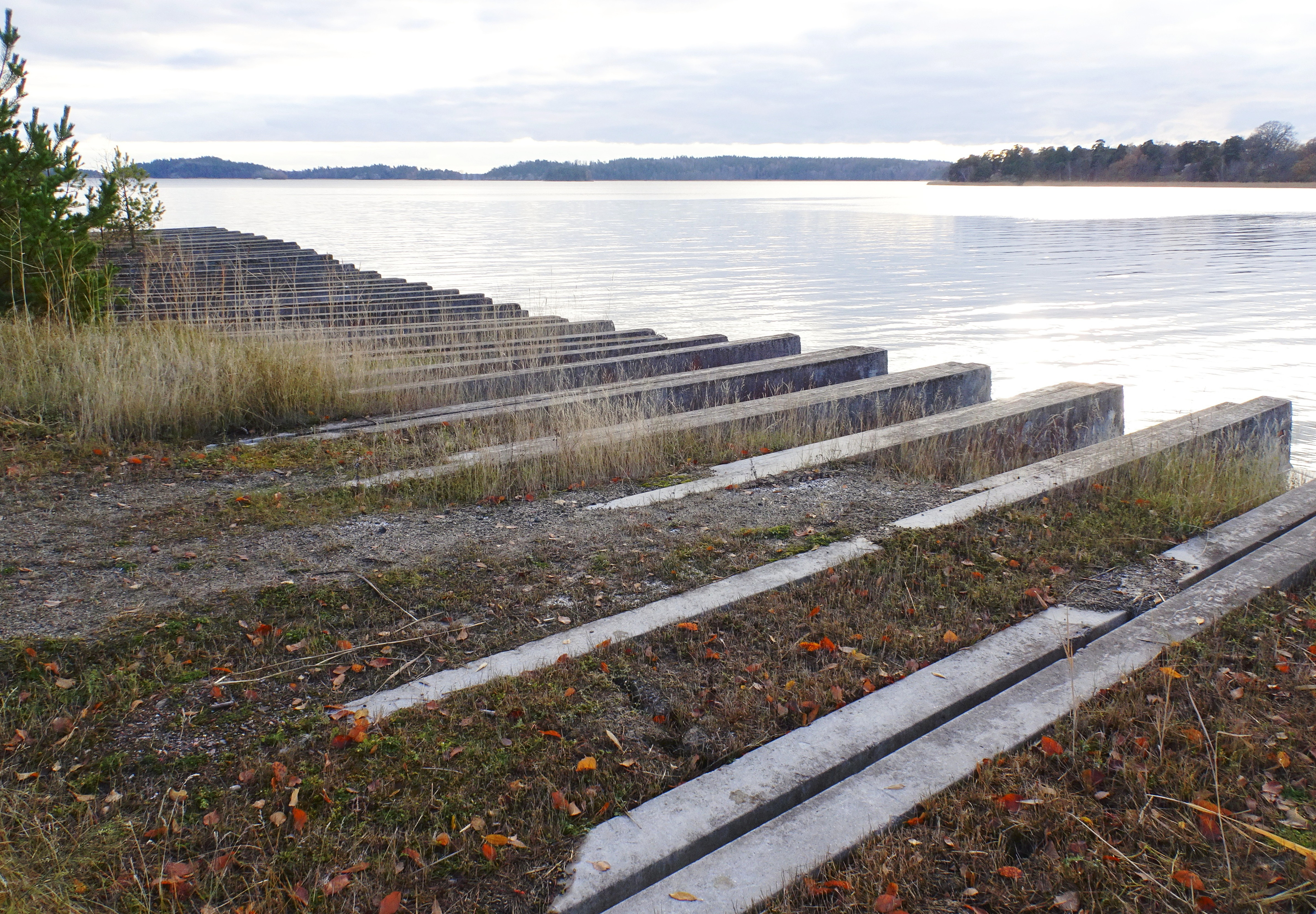
Brofjärden sedd från Brogårds tegelbruks gamla kaj.
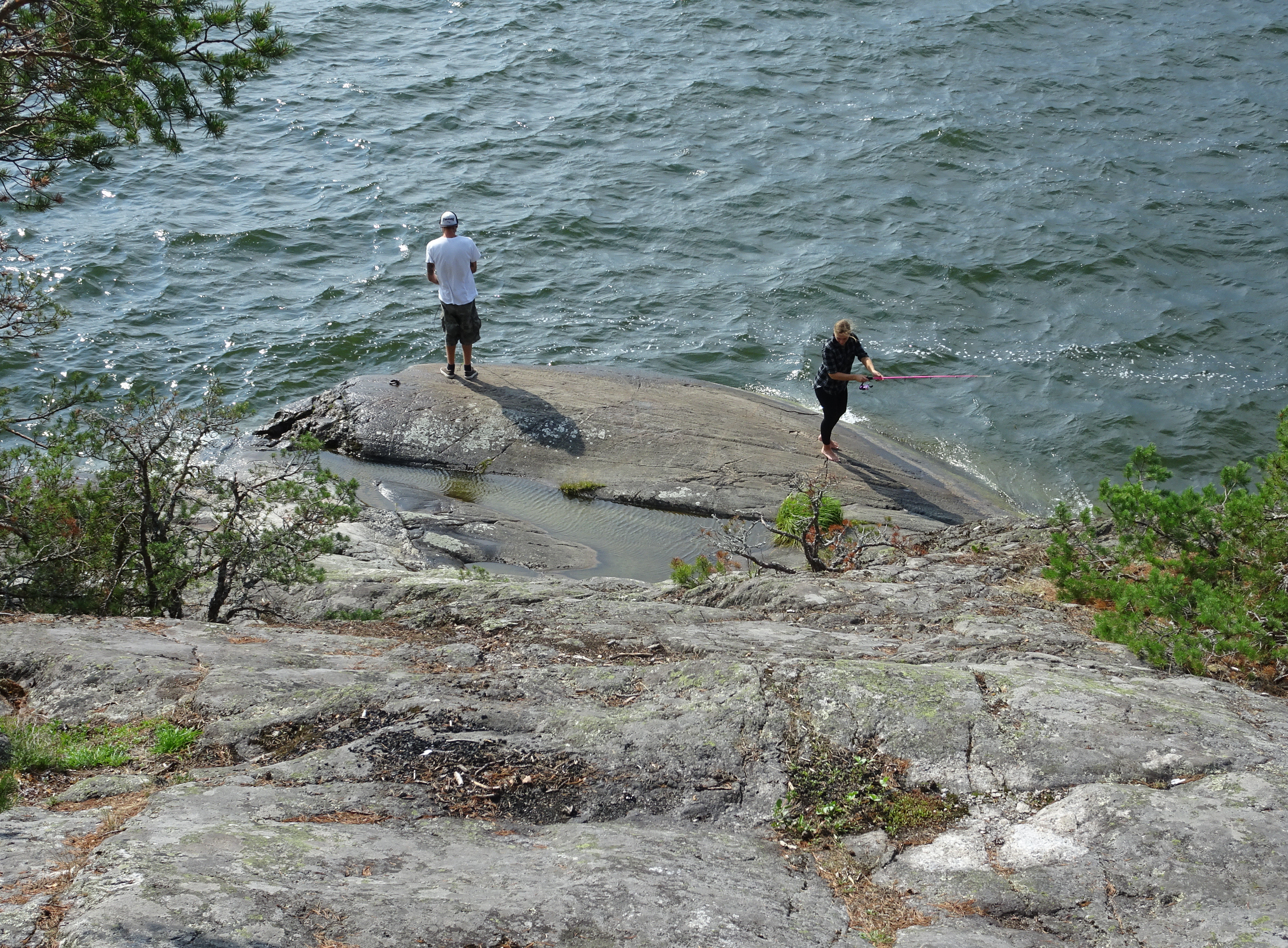
Fiske i Brofjärden vid Frölunda naturreservat.